# عبدالرحیم ملکیان
عبدالرحیم ملکیان متخلص به ناصح قمشه‌ای (۱۳۰۲–۴ شهریور ۱۳۹۷) روحانی شیعه ایرانی بود. او پدر مصطفی ملکیان است.

## خانواده
او فرزند میرزا عبدالکریم از بازاریان خوشنام شهرضا در زمان خود است. اجداد او از سادات بحرین بوده اند. همچنین مهدی الهی قمشه ای از عموزادگان او می باشند. 
از او ۸ فرزند به یادگار مانده است.

## زندگی
ناصح قمشه‌ای در شهرضا به دنیا آمد و تحصیلات ابتدایی را در حوزه علمیّه شهرضا گذراند. سپس به تحصیل در حوزه علمیه اصفهان پرداخت و شاگرد اساتیدی چون میرزا علی‌آقا شیرازی، صدر کوپایی و شیخ عباسعلی حبیب‌آبادی بود. ادامه تحصیلات را در حوزه علمیه قم نزد اساتیدی چون علّامه طباطبایی، سید حسین طباطبایی بروجردی، شیخ عباسعلی شاهرودی، فکور یزدی و مجاهدی تبریزی گذراند. در سال ۱۳۴۱ به شهرضا برگشت و از تدریس شیخ محمّدهادی فرزانه بهره‌مند شد. عبدالرحیم ملکیان در سحرگاه یکشنبه ۴ شهریور ۱۳۹۷ درگذشت.

## آثار
- دیوان اشعار ناصح قمشه‌ای، ناشر: سهروردی، ۱۳۷۶